# Uitzichtspunt op Montmartre
Uitzichtspunt op Montmartre is een schilderij van de Nederlandse kunstschilder Vincent van Gogh, gemaakt eind 1886, 44 × 33,5 centimeter groot. Het toont enkele figuren op het terras van de molen Le Blute-fin te Montmartre, van waar men een weids uitzicht over Parijs had. Het behoort tot de collectie van het Art Institute of Chicago.

## Context
In 1886 verruilde Van Gogh Nederland voor Parijs en trok in bij zijn broer Theo, die in in de Rue de Laval te Montmartre woonde en werkzaam was als kunsthandelaar. Direct na zijn aankomst maakte hij kennis met het werk van de grote impressionisten uit die tijd, hetgeen een ware openbaring voor hem betekende. Gewend aan de donkere tonen van de Haagse School werd hij met name getroffen door de pracht van hun kleurgebruik en de lumineuze toepassing van lichteffecten. Al snel waren deze invloeden ook in zijn eigen werk terug te zien. De werken die hij in het najaar van 1886 maakte in de buurt van Le Moulin de la Galette en Le Blute-fin zijn hiervan de eerste getuigen.

## Afbeelding
Uitzichtspunt op Montmartre toont enkele figuren op het terras van de molen Le Blute-fin te Montmartre, van waar men een weids uitzicht over de stad Parijs had. Le Blute-fin, toentertijd nog geheel aan de rand van de stad gelegen, was in die tijd een belangrijke trekpleister voor Parijse dagjesmensen en 's avonds een bekende uitgaansgelegenheid. De opgewekte levendigheid weerspiegelde zich in Van Gogh stijlomslag, die zich in deze periode voltrok.
Opvallend is de plotse helderheid in Van Goghs palet, dat de niet geheel onbewolkte, zelfs enigszins grijze dag weergeeft. In zijn stijl is hij nog duidelijk zoekende. De voor hem ongebruikelijke kleurcombinatie van getemperde tinten wit, grijs en lichtblauw, zou hij later zelden nog gebruiken. Ook zijn uiteindelijk kenmerkende divisionistische stijl, met de korte strepen, is nog nergens zichtbaar. Opvallend is ook dat hij nauwelijks aandacht heeft voor het uitzicht. Het gaat hem volledig om de impressie van wat zichtbaar is op het terras, zonder dat daarbij bepaalde vormen of figuren domineren. Wel verdiept hij zich sterk in de individuele elementen. Met name de lantaarnpalen krijgen een haast individuele uitwerking.
Samen met enkele andere werken van Le Blute-fin, geldt het werk als markerend in het oeuvre van de schilder in die periode, kort na zijn aankomst in Parijs. Het laat zien hoe snel hij invloeden vanuit het impressionisme en aanverwante stijlen verwerkte in zijn eigen stijlhantering. Uitzichtspunt op Montmartre geldt daarbij als het meest innovatief, vanwege de afwijkende benadering van het onderwerp.

## Andere werken van Le Blut-fin, najaar 1886

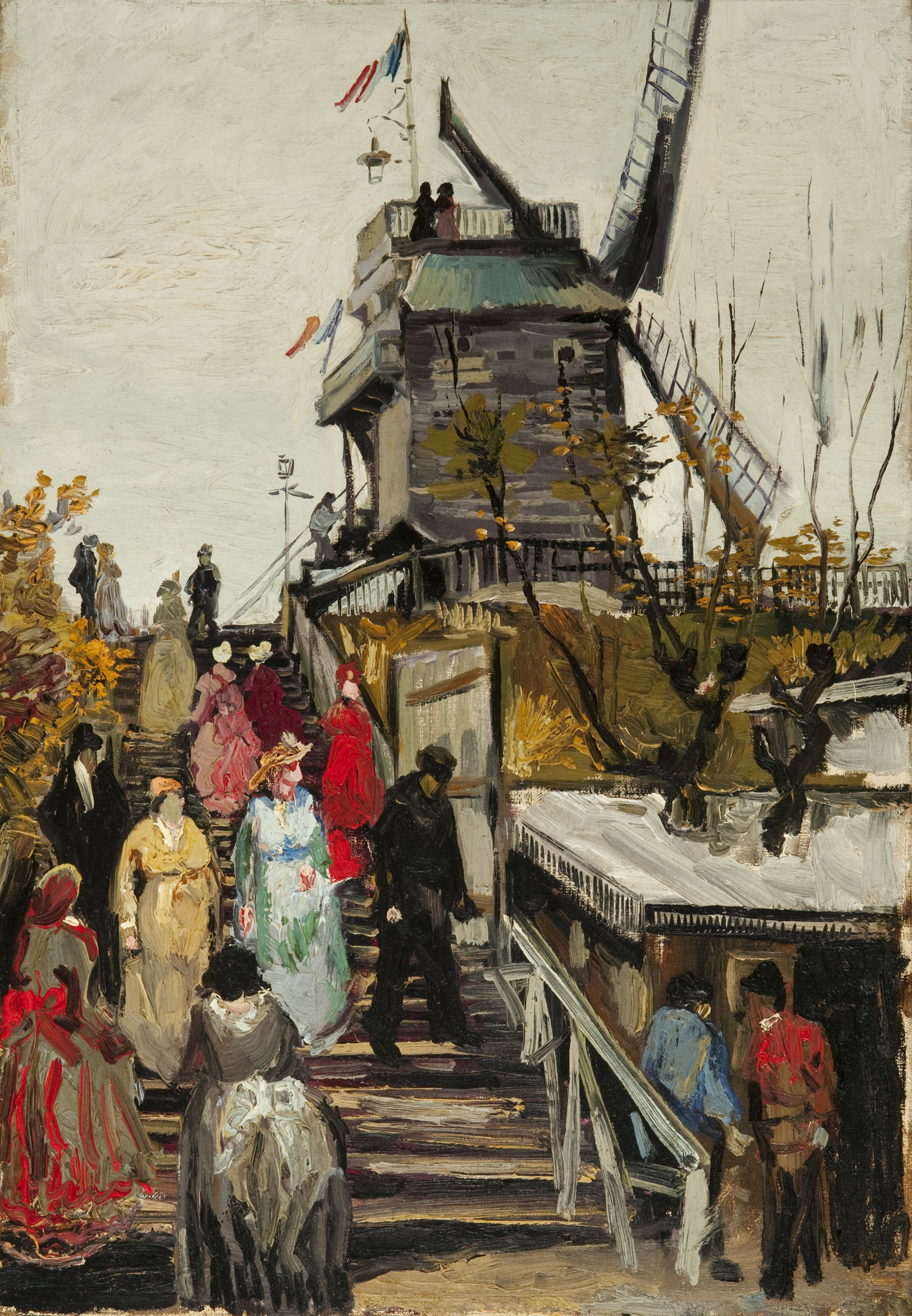
Museum De Fundatie, Zwolle (een in 2010 herontdekte Van Gogh)
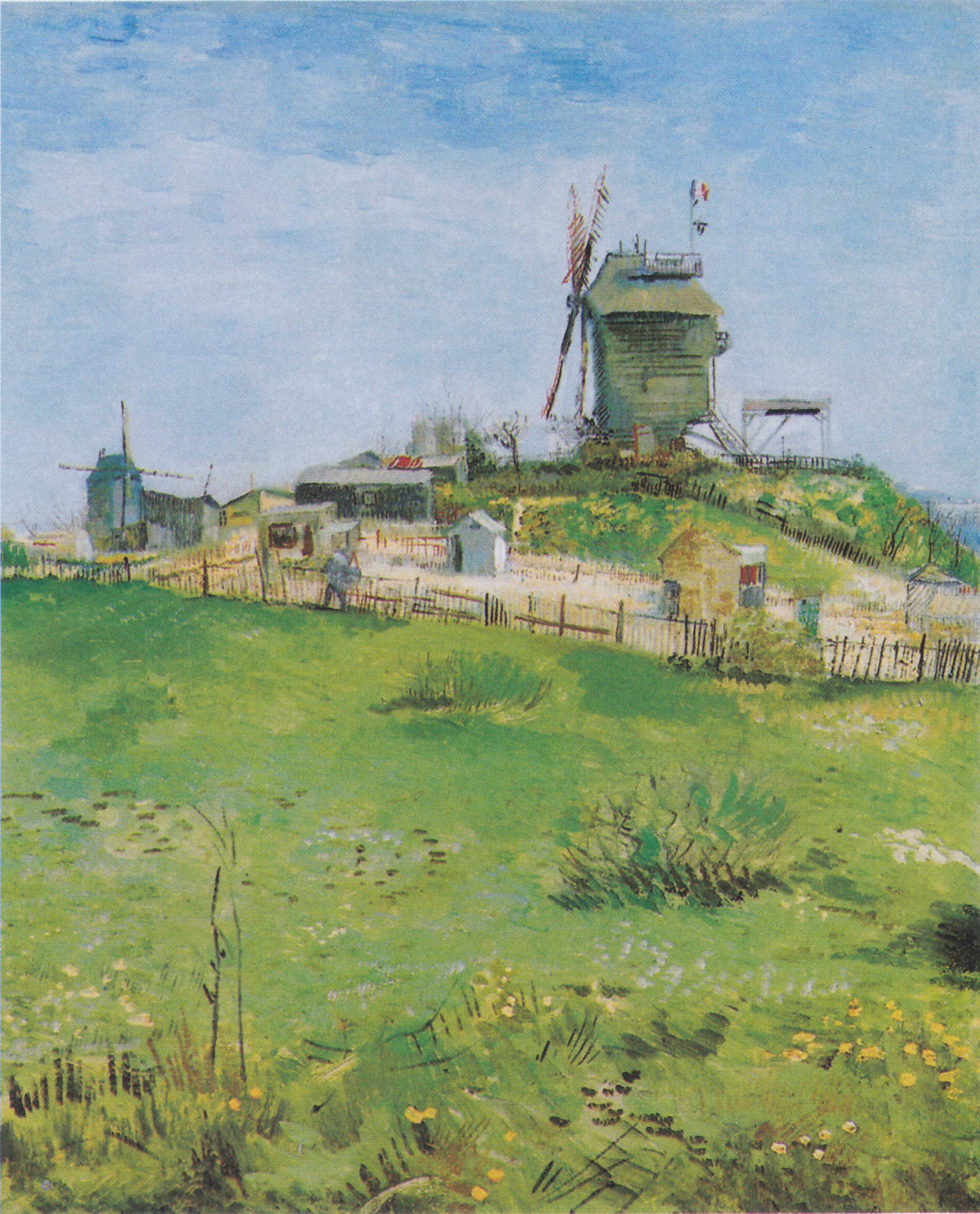
Carnegie Museum, Pittsburgh
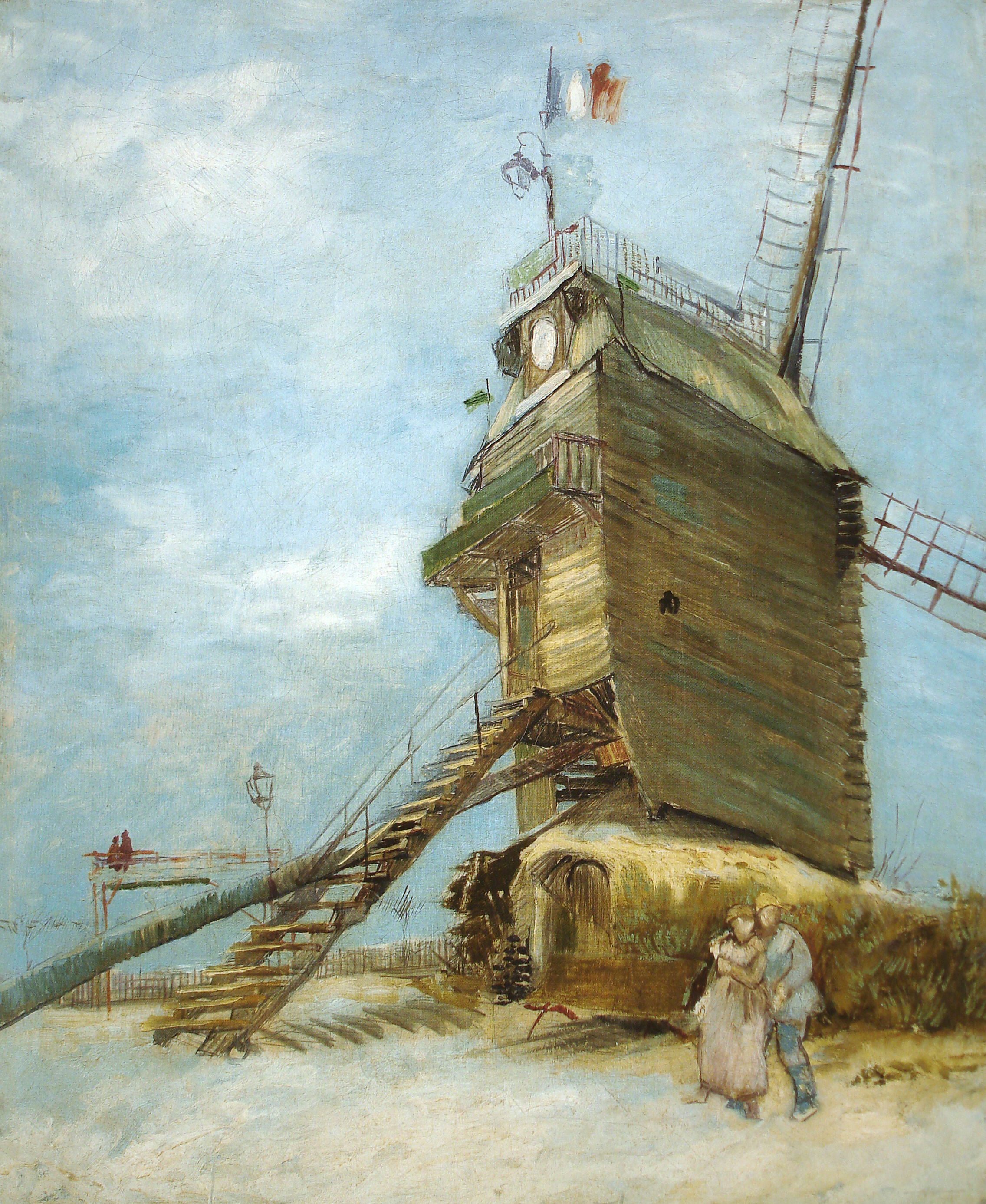
Museo Nacional de Bellas Artes, Buenos Aires